# Anua purpurascens
Anua purpurascens là một loài bướm đêm trong họ Erebidae.